# Jeff Sheppard
Pour les articles homonymes, voir Sheppard.
Jeffrey « Jeff » Sheppard, né le 29 septembre 1974 à Marietta (Géorgie), aux États-Unis, est un ancien joueur américain de basket-ball. Il évolue au poste d'arrière.

## Palmarès
- Champion NCAA 1996, 1998
- Meilleur joueur du tournoi NCAA 1998